# Xian de Gucheng (Hubei)
Pour les articles homonymes, voir Gucheng.
Le xian de Gucheng (谷城县 ; pinyin : Gǔchéng Xiàn) est un district administratif de la province du Hubei en Chine. Il est placé sous la juridiction de la ville-préfecture de Xiangfan.

## Démographie
La population du district était de 556 066 habitants en 1999.